# Takehide Nakatani
Pour les articles homonymes, voir Nakatani.
Takehide Nakatani (中谷 雄英, Nakatani Takehide) est un judoka japonais né le 9 juillet 1941 à Hiroshima.

## Biographie
Nakatani est né à Hiroshima, au Japon, dans une famille où ses quatre frères ont été ceinture noire de judo. Il commence lui-même le judo à l'âge de douze ans.
Il est sélectionné dans la catégorie Poids léger (-68 kg) pour les jeux olympiques de 1964 peu avant le début de la compétition. Il y remporte tous ses combats par ippon et devient le premier champion olympique de l'histoire du judo. Trois ans plus tard, il décroche le bronze aux championnats du monde organisés à Salt Lake City.
Diplômé de l'université Meiji, il travaille cinq ans chez Mitsubishi avant de devenir entraîneur de l'équipe d'Allemagne de l'Ouest. Il entraîne notamment Paul Barth et Klaus Glahn, médaillés olympiques aux Jeux de Munich en 1972.
Il retourne à Hiroshima en 1973 pour travailler dans la bijouterie familiale tout en étant conseiller auprès de la fédération japonaise de Judo.
En 2003, il est décoré de la médaille à ruban bleu par le gouvernement japonais.

## Palmarès

### Jeux olympiques
- Jeux olympiques de 1964 à Tokyo (Japon) :
  -  Médaille d'or dans la catégorie des moins de 68 kg.

### Championnats du monde
- Championnats du monde de judo 1967 à Salt Lake City :
  -  Médaille de bronze dans la catégorie des moins de 70 kg.